# Wyderka
Wyderka – kolonia w Polsce, w województwie mazowieckim, w powiecie przasnyskim, w gminie Czernice Borowe.
Kolonia wchodzi w skład sołectwa Chrostowo Wielkie.
Do 2023 miejscowość była kolonią wsi Chrostowo Wielkie.
W latach 1975–1998 kolonia administracyjnie należała do województwa ciechanowskiego.
Wierni kościoła rzymskokatolickiego należą do rzymskokatolickiej parafii św. Stanisława BM w Czernicach Borowych.